# محوطه خمردکان گره گوابر
محوطه خمردکان گره گوابر مربوط به دوران‌های تاریخی پس از اسلام است و در شهرستان رودسر، بخش رحیم آباد، روستای گوه گوابر واقع شده و این اثر در تاریخ ۲۷ بهمن ۱۳۸۲ با شمارهٔ ثبت ۱۰۹۹۹ به‌عنوان یکی از آثار ملی ایران به ثبت رسیده‌است.